# Nyugat-Szamoa az 1984. évi nyári olimpiai játékokon
Nyugat-Szamoa az egyesült államokbeli Los Angelesben megrendezett 1984. évi nyári olimpiai játékok egyik részt vevő nemzete volt. Az országot az olimpián 3 sportágban 8 sportoló képviselte, akik érmet nem szereztek. Szamoa első alkalommal vett részt az olimpiai játékokon.

## Atlétika
Férfi
| Versenyző    | Versenyszám | Előfutam      | Előfutam      | Előfutam      | Elődöntő | Elődöntő | Elődöntő | Döntő   | Döntő    |
| Versenyző    | Versenyszám | Idő           | Hely.         | Össz.         | Idő      | Hely.    | Össz.    | Idő     | Helyezés |
| ------------ | ----------- | ------------- | ------------- | ------------- | -------- | -------- | -------- | ------- | -------- |
| William Fong | 110 m gát   | nem ért célba | nem ért célba | nem ért célba | kiesett  | kiesett  | kiesett  | kiesett | kiesett  |

| Versenyző   | Versenyszám   | Selejtező | Selejtező | Döntő    | Döntő    |
| Versenyző   | Versenyszám   | Eredmény  | Helyezés  | Eredmény | Helyezés |
| ----------- | ------------- | --------- | --------- | -------- | -------- |
| Henry Smith | Súlylökés     | 16,09 m   | 19.       | kiesett  | kiesett  |
| Henry Smith | Diszkoszvetés | 51,90 m   | 17.       | kiesett  | kiesett  |

## Ökölvívás
| Versenyző      | Versenyszám   | Selejtező                   | 32-es főtábla              | Nyolcaddöntő                   | Negyeddöntő       | Elődöntő          | Döntő             | Helyezés |
| Versenyző      | Versenyszám   | Ellenfél Eredmény           | Ellenfél Eredmény          | Ellenfél Eredmény              | Ellenfél Eredmény | Ellenfél Eredmény | Ellenfél Eredmény | Helyezés |
| -------------- | ------------- | --------------------------- | -------------------------- | ------------------------------ | ----------------- | ----------------- | ----------------- | -------- |
| Apelu Ioane    | Kisváltósúly  | Evaristo Mazzón (URU) · 5:0 | Jorge Maysonet (PUR) · 0:5 | kiesett                        | kiesett           | kiesett           | kiesett           | 17.      |
| Salulolo Aumua | Nagyváltósúly | erőnyerő                    | Gnohere Sery (CIV) · KO    | kiesett                        | kiesett           | kiesett           | kiesett           | 17.      |
| Paulo Tuvale   | Középsúly     |                             | Chris Collins (GRN) · RSC  | Arístides González (PUR) · 0:5 | kiesett           | kiesett           | kiesett           | 9.       |
| Loi Faaeteete  | Nehézsúly     |                             | erőnyerő                   | Tevita Taufo’ou (TGA) · 2:4    | kiesett           | kiesett           | kiesett           | 9.       |

RSC – a mérkőzésvezető megállította a mérkőzést

## Súlyemelés
| Versenyző     | Versenyszám | Szakítás | Szakítás | Lökés    | Lökés    | Összesen | Helyezés |
| Versenyző     | Versenyszám | Eredmény | Helyezés | Eredmény | Helyezés | Összesen | Helyezés |
| ------------- | ----------- | -------- | -------- | -------- | -------- | -------- | -------- |
| Emila Huch    | 90 kg       | 117,5    | 25.      | 152,5    | 21.      | 270,0    | 22.      |
| Sione Sialaoa | 100 kg      | 125,0    | 14.      | 155,0    | 11.      | 280,0    | 11.      |